# 張敬珍
張敬珍（장경진; ，Jang Kyung-Jin，1983年8月31日—），生於南韓全羅南道珍島郡，南韓足球運動員，司職中堅，曾效力香港超級聯賽球隊傑志。

## 球員生涯
張敬珍生於南韓全羅南道珍島郡，曾効力過日本球隊大分三神，2014年1月7日，傑志已決定起用前韓國小國腳張敬珍，填補巴基斯坦國腳列文離隊後的亞洲外援空缺，來傑志之前休息了整整一個月，至於在香港効力的南韓球員中，他只認識曾効力南華的金永健，2014年1月，張敬珍首次港甲亮相，即助傑志大勝標準流浪4–1，賽後隊友都對他予以正面評價。2014年5月14日，張敬珍首次為傑志取得入球，協助球隊以2–0擊敗印尼球會阿雷馬，晉身2014年亞協盃8強賽事。 2014年12月，傑志與張敬珍解約。

## 外部連結
- 香港足球總會網頁球員註冊資料 （页面存档备份，存于）